# Liste der Monuments historiques in Nuaillé-d’Aunis
Die Liste der Monuments historiques in Nuaillé-d’Aunis führt die Monuments historiques in der französischen Gemeinde Nuaillé-d’Aunis auf.

## Liste der Objekte

### Kirche St-Martin
| Bezeichnung                                    | Beschreibung                                                              | Standort | Kennzeichnung | Schutzstatus | Datum | Bild |
| ---------------------------------------------- | ------------------------------------------------------------------------- | -------- | ------------- | ------------ | ----- | ---- |
| Gemälde Madonna mit Kind                       | Öl auf Leinwand, 18. Jahrhundert                                          | (Lage)   | PM17001108    | Inscrit      | 1979  |      |
| Gemälde Der heilige Martin teilt seinen Mantel | Öl auf Leinwand, 18. Jahrhundert                                          | (Lage)   | PM17001126    | Inscrit      | 1979  |      |
| Altar                                          | Altar mit Tabernakel; Holz, farbig gefasst und vergoldet, 18. Jahrhundert | (Lage)   | PM17001049    | Inscrit      | 1979  |      |